# Azrul Amri Burhan
Azrul Amri Burhan (Kuala Lumpur, 1º novembre 1975) è un ex calciatore ed ex giocatore di calcio a 5 malese.

## Carriera
Come massimo riconoscimento in carriera vanta la partecipazione, con la Nazionale di calcio a 5 della Malaysia al FIFA Futsal World Championship 1996 in Spagna dove la selezione asiatica si è fermata al primo turno, eliminata nel girone comprendente Italia, Uruguay e Stati Uniti.